# Övervakningssystem vid seismisk aktivitet

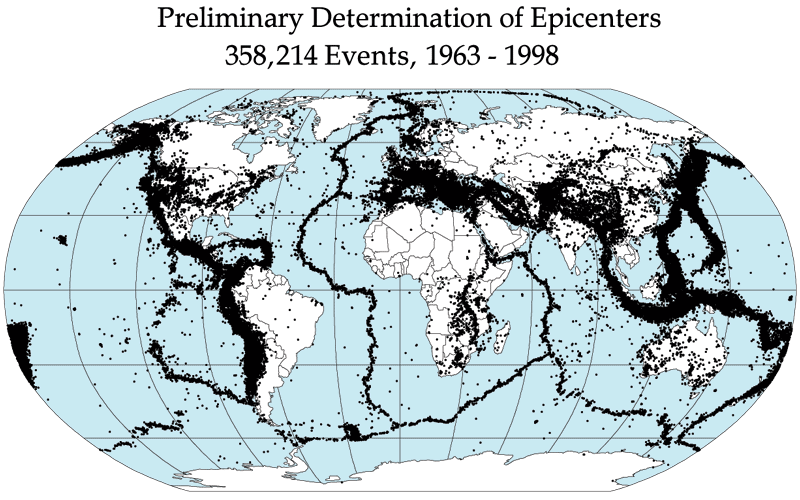
På kartan är epicentrum för de jordbävningar som ägt rum mellan 1963 och 1998 utmarkerade med svarta prickar.

Övervakningssystem vid seismisk aktivitet registrerar den seismiska aktiviteten som sker i samband med jordbävningar, vulkanutbrott eller andra typer av kraftfulla energiutsläpp i jordskorpan (exempelvis meteoritnedslag eller kärnvapensprängningar). Förhoppningen är att övervakningssystemet även skall kunna komma att fungera som grunden i ett varningssystem vid seismisk aktivitet för att befolkningen i det drabbade området skall kunna sätta sig i skydd. 
Med dagens kunskap är det möjligt att förutse var jordbävningar kommer att bildas och efter händelsen går det även att uppskatta hur starka de varit. Problemet ligger i att i förväg fastställa när de kommer att inträffa för att göra varningssystemen effektiva. Om detta bedrivs det en hel del forskning. När det gäller tsunamier är det mycket enklare att bygga upp ett välfungerande övervaknings- och varningssystem och det går redan idag att göra med tillgänglig teknik.

## Seismiska stationer
I dag sköts övervakningen av den seismologiska aktiviteten främst av de över 4 000 seismiska stationer som finns utplacerade på jordklotet. Dessa ger information när jordbävningen väl sker, var den sker, på vilket djup, hur den påverkar de tektoniska plattorna och hur stark den är. Uppgifter om lokalisering av stora jordskalv och deras magnitud finns tillgängliga hos de organisationer som övervakar seismologisk aktivitet inom 10 minuter efter händelsen. Efter ytterligare ungefär en timme finns information om rörelsemönstret, vilket underlättar bedömningen av var en potentiell tsunami kan slå till. (Mer om tsunamiövervakning går att läsa i efterföljande avsnitt). 
Målet med övervakningen är i det här fallet främst att få fram ny information och statistik för vad som sker i samband med jordbävningar, hur ofta de sker, var de sker och hur stora de är. Detta är en sorts grundforskning som kan komma att hjälpa till med utvecklingen av andra system. Det går dock att använda seismiska stationer för att få några sekunders förvarning.

## Tsunamibojar

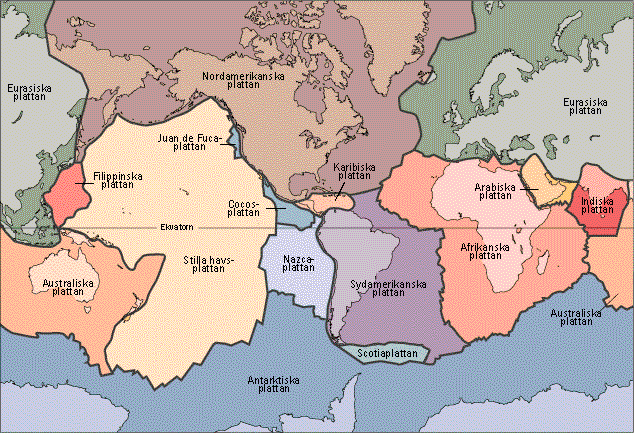
De tektoniska plattorna.

I Stilla havet har det länge funnits ett övervakningssystem för tsunamier. Vid uppbyggnaden och driften av detta har 26 länder deltagit, bland annat rika länder såsom Japan, Australien och många av länderna i Nord- och Sydamerika. Systemet är uppbyggt av hundratals seismiska mätstationer, ett stort antal tidvattensmätare vilka registrerar vattenståndet, samt trettiosex specialbojar med avancerad mätutrustning, så kallade DART-bojar (Deep-ocean Assessment and Reporting of Tsunamis). De är förankrade i djuphavet och kan mäta vattennivån med mycket hög noggrannhet. Om nivån avviker med mer än några centimeter från det förväntade slår bojarna automatiskt larm. Dessa bojar har förbättrat systemets exakthet avsevärt genom att antalet falsklarm minskat. Tidigare kunde tre av fyra tsunamivarningar vara felaktiga.
I Indiska oceanen är ett övervaknings- och varningssystem under uppbyggnad. Innan tsunamin annandag jul 2004 saknades detta på grund av bristande politisk vilja utifrån att tsunamier väldigt sällan bildas i Indiska oceanen samt att det i området främst är små eller fattiga länder som skulle bekosta det hela. Därför var endast ett femtiotal seismografer utplacerade. Den politiska viljan ändrades förståeligt nog efter tsunamin annandag jul 2004 och Unesco beslutade 2005 att leda uppbyggnaden av ett varningssystem i Indiska oceanen som enligt de första planerna skulle stå färdigt 2007. Enligt planerna skulle det då bestå av ytterligare trettio seismografer, tio tidvattensmätare och sex DART-bojar. Det hela beräknades kosta cirka 200 miljoner kronor att färdigställa (2005). Ett så omfattande system skulle kunna ha räddat tusentals människoliv. Med en bättre övervakning skulle det ha varit möjligt att förutse exakt vilka kuster som skulle komma att drabbas av tsunamin genom att fastställa var den bildats och dess rörelseriktning. Tills detta system kommer i drift kommer alla länder runt Indiska oceanen, utom Somalia, att få varningar från Pacific Tsunami Warning Center (PTWC) och Japan Meteorological Agency (JMA).

Animation över tsunamin i Indiska oceanen annandag jul, 2004

UNESCO gav den internationella oceanografiska organisationen United Nations Intergovernmental Oceanographic Commission (IOC) i uppdrag att leda arbetet med att skapa effektiva tsunamivarningssystem. För tsunamivarning runt Indiska oceanen bildades 2005 Indian Ocean Tsunami Warning System (IOTWS); för Västindien bildades 2006 Caribbean Sea and Adjacent Regions Tsunami Warning System (CARIBE-EWS); för framtida uppbyggnad runt Europas kuster och Amerikas östkust bildades 2005 North Eastern Atlantic, Mediterranean, and Connected Seas Tsunami Warning System (NEAMTWS). De människor som bor i områden närmast jordbävningens epicenter kanske inte kommer att kunna förvarnas i tid, men av dem som bor längre ifrån, och till vilka det tar någon timme innan vågen når fram, skulle många hinna sätta sig i skydd. Materiell förstörelse är dock oundviklig.
Även Medelhavet behöver övervakas då området är geologiskt aktivt och tidigare i historien har råkat ut för tsunamier. Trots det saknas även här ett effektivt varningssystem. Ett sådant varningssystem skulle behöva vara ännu effektivare än systemen i Stilla havet och Indiska oceanen då havet är så mycket mindre och det följaktligen endast tar några minuter för vågorna att träffa land. Därför planerar man att sätta ut bojar direkt på havsytan. Det återstår dock ännu en del tekniska problem innan det är möjligt, såsom effektiv strömförsörjning och hur informationen skall skickas. Ett sätt skulle kunna vara att dra kablar ned till dem. Ett färdigt system ligger dock antagligen ett tiotal år framåt i tiden.
Även Karibien och området runt Australien finns det goda skäl till att övervaka.

## Framtida möjligheter för övervakning
Den svenske seismologen Reynir Bödvarsson hävdar att det finns gott hopp om att utvecklingen kommer att gå framåt gällande övervakningen av jordbävningar. Det forskas på ett flertal områden för att se om det skall gå att förutse jordbävningar tidigare än förut. Några av dessa möjligheter är den första generationen av övervakningssatelliter som har skickats upp i rymden och som nu övervakar jordytan samt de data om mikroskalv som har börjat sammanställas. Genom analys av mikroskalven är det kanske möjligt att få fram ett mönster för att se när den stora jordbävningen väl kommer. 

### Satelliter
En teknisk utveckling av satellitburna instrument kan vara en väg att få en effektiv övervakning av jordbävningar och ett antal försök visar positiva resultat.  
Ett exempel är satelliten Compass-2 som sändes upp i maj 2006 i ett samarbete mellan ryska, svenska och polska forskare för att försöka bekräfta mätningar som tidigare gjorts av bland annat rymdstationen Mir och föregångaren Compass. Mätningarna visade förändringar i de elektromagnetiska fält som uppkom i jonosfären och atmosfären över de områden som senare skulle komma att drabbas av kraftiga jordbävningar. I Compass fall överensstämde 44 av 47 radioregistreringar med seismisk aktivitet på jorden. Satelliten är försedd med en avancerad radiomottagare som mäter de elektromagnetiska förändringar som sker i jonosfären strax före en jordbävning. Registrering av dessa förändringar kan komma att göra det möjligt att förvarna om jordbävningar upp till fem dagar i förväg.
Satelliten kunde dock börja användas först 25 november 2006 då det först då var möjligt att ladda upp dess batteri. Detta berodde på problem vid separationen med bärraketen då satelliten började rotera så sakteliga. Solpanelerna exponerades därför inte för solen tillräckligt för att kunna ladda upp satelliten. Men på grund av den höga instrålningen av solljus under vintern kunde batterierna äntligen laddas upp.
Ett annat exempel är den franska satelliten Demeter Detection of Electro-Magnetic Emissions Transmitted from Earthquake Regions som skickades upp 2004 och som mätte störningar i jonosfären och extremt lågfrekventa ändringar i jordens magnetfält.
Enligt Jan Bergman, vid Institutet för rymdfysik i Uppsala, är det dock långt kvar till ett globalt satellitbaserat övervakningssystem, troligtvis mellan fem och tio år. Mycket mer forskning måste bedrivas, det behövs en mängd ytterligare satelliter, markstationer och en omfattande finansiering.

### Spänningsanalys och mikroskalv
Mikroskalv är de skalv som ligger i skalan -1 till 5 på Richterskalan. Genom att analysera dessa skalv går det förhoppningsvis att finna ett samband för hur mikroskalvsmönstret ser ut före huvudskalvet. Det krävs dock stor noggrannhet, långa studier och en omfattande analys, även av de minsta skalven, innan sambanden kan kartläggas. Utveckling av bland annat spänningsanalysen har ökat möjligheterna att det hela skall kunna få en praktisk tillämpning.
Det går genom denna metod att avgöra vilka områden som kommer att drabbas av starka jordskalv år i förväg, men även att genom analys av mikroskalven avslöja när skalvet kommer att börja med några timmar till godo. Metoden går alltså att använda både för att avgöra var och när det kommer att ske. De analyser som gjorts på Island av mikroskalv visar mycket goda resultat och skalven har ägt rum precis där det förväntats att de skulle ske. Framgångarna har lett till att projektet har utvecklats till att bli EU:s största projekt inriktat på jordskalvsvarning.